# Furia nera (film 1954)
Furia nera (Black Horse Canyon) è un film del 1954 diretto da Jesse Hibbs.

## Trama
Emigrati nel West, Rock, insieme a suo figlio, aiutano la proprietaria di un ranch a catturare e domare cavalli, tra cui un selvaggio stallone nero. 
Un allevatore senza scrupoli li accusa di averli rubati... 

Divertente, avventuroso, girato in splendidi paesaggi.